# Época progresista (Ecuador)
La época progresista es un periodo de la historia ecuatoriana comprendido entre la muerte de García Moreno en 1875 y la llegada al poder de la revolución liberal en 1895. Nombrado así por la existencia e influencia del Partido Progresista, grupo que tenía una posición intermedia entre los liberales y los conservadores, por lo cual se lo puede considerar como una transición entre el régimen de García Moreno y el de Eloy Alfaro.

## Antecedentes
Gabriel García Moreno; quien había dirigido en el país una política conservadora de rasgos autoritarios y afín a la Iglesia católica; es asesinado tras haber sido reelecto, dejando un vacío dentro de la política ecuatoriana. El país elige nuevamente a su presidente en unas elecciones donde gana el liberal católico Antonio Borrero Cortázar marcándose una distancia del modelo del difunto líder del Partido Conservador Ecuatoriano, del cual el nuevo presidente había sido vicepresidente.

## Gobiernos de la época

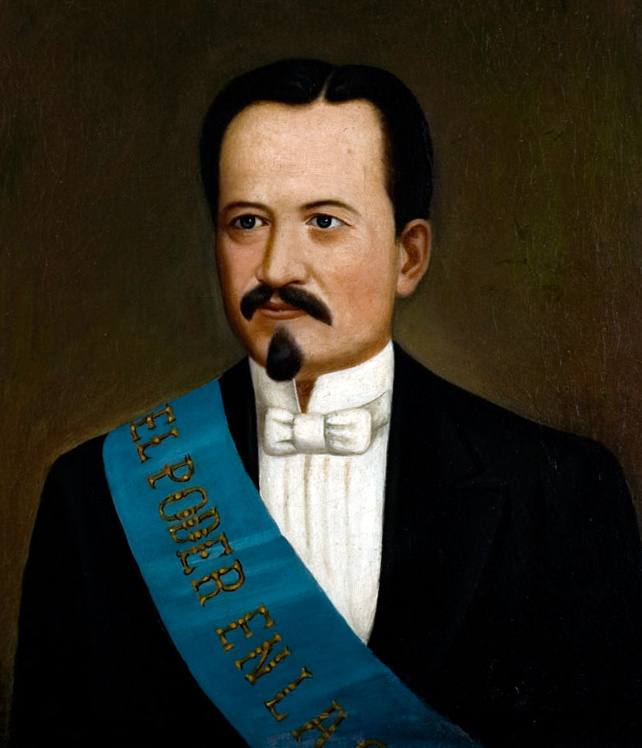
Antonio Borrero

### Gobierno de Borrero (1875-1876)
Antonio Borrero se posesiona el 9 de diciembre de 1875 asegurando que su política iba a "desmentir a García Moreno y gobernar con guantes de seda", en lugar de la mano firme que había caracterizado al mandato anterior. Se dio el desarrollo de derechos sociales e individuales, incluidos la libertad de prensa y de expresión. Se crearían escuelas rurales e institutos para educar a las mujeres.
Tuvo problemas en el asunto de reformar la Constitución, pues los liberales radicales buscaban una constituyente, mientras Borrero optaba por las reformas desde el Congreso Nacional de un modo considerado lento, pero que el presidente veía como la única forma al considerar la formación de Convención como un acto ilegal.

### Gobierno de Veintimilla (1876-1883) (dictadura)
El 8 de septiembre de 1876, estalló la revolución. Ignacio de Veintemilla, quien había sido el jefe del ejército con Borrero, estaba encerrado en el cuartel con los batallones y la caballería. El Concejo Cantonal de Guayaquil resolvió proclamar a Veintemilla, Jefe Supremo y General en Jefe de los ejércitos hasta que se convocara a una Convención Constituyente para que gobierne "bajo los verdaderos principios de la causa liberal". Así inició una guerra que terminó el 26 de diciembre cuando los vencedores entraron en Quito, pausando durante un tiempo la llegada del progresismo al poder.

Inmediatamente, reorganizó el Concejo Cantonal de Quito, dio libertad de estudios y empezó a sentir la oposición de los conservadores que levantaron al clero. Uno de los primeros fue un franciscano extranjero de apellido Gago, quien amotinó al pueblo contra Veintemilla y su ministro Carbo. Juan Montalvo quien había exigido un gobierno civil, en vez de un dirigido por un militar, fue inmediatamente desterrado. De allí en adelante, sería el mayor enemigo del nuevo régimen. Por eso escribió: "Veintemilla no es conservador ni liberal. No es sino vinólogo y tahúr. Distingue perfectamente el coñac del brandy, el ron de la ginebra, conoce los lances del rocambor y de todo los juego de azar". El 30 de marzo de 1877, fue envenenado el arzobispo Ignacio Checa y Barba en la Catedral, provocándose uno de los mayores escándalos políticos que registra la historia del país; finalmente, las sospechas mayores recayeron sobre uno de los canónigos, llamado Manuel Andrade Coronel, alias el Loco, aunque todo quedó en nada a causa del fuero eclesiástico.

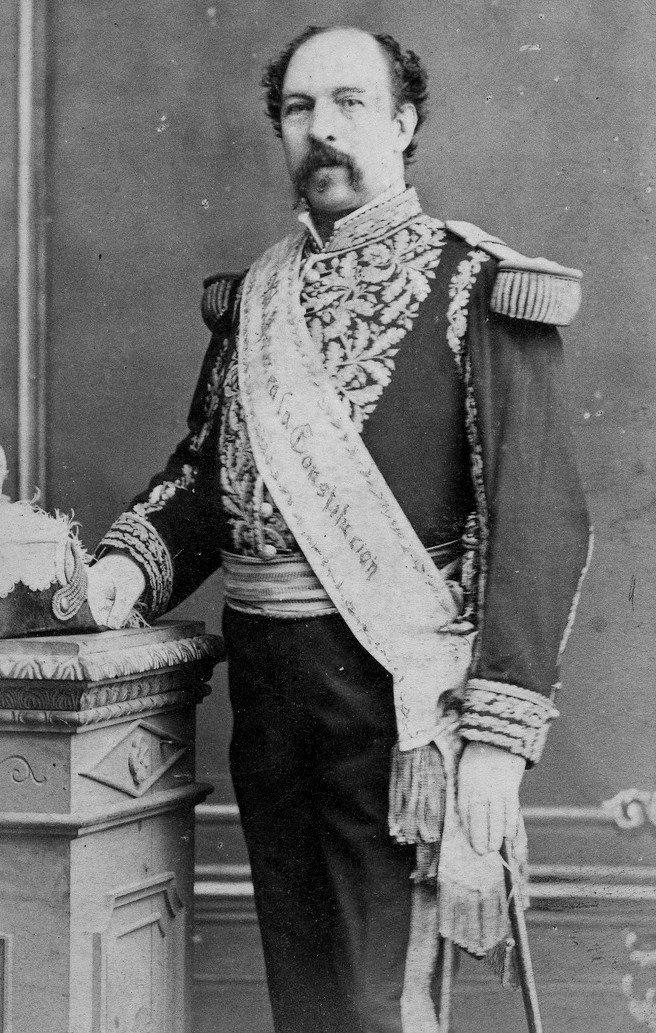
Fotografía oficial del presidente, Gral. Ignacio de Veintimilla (circa 1880).

En mayo, fue derrotada una insurrección en el norte y cuando se conoció la noticia en Quito las autoridades ordenaron repiques de campanas, pero se opuso el vicario capitular Arsenio Andrade Landázuri, hubo fricciones y suspendióse el Concordado. En noviembre, el general Manuel Santiago Yépez invadió por el norte, con gente armada en Colombia, y ocupó Quito, a poco fue derrotado.
Fue bautizado en Quito con los nombres de Mario Ignacio Francisco Tomás Antonio En 1878, pacificada la república, se reunió la Convención Nacional en Ambato y fue elegido Presidente Constitucional por cuatro años, dictándose una nueva Carta Fundamental [cita requerida]. Ese año comenzó el auge de la cascarilla y el país ganó muchísimo dinero [cita requerida].
Entre las principales obras públicas del régimen se cuenta la construcción de la vía del ferrocarril hasta el puente de Chimbo, la construcción del Teatro Nacional Sucre, el restablecimiento de la Universidad Central. El 4 de septiembre fue asesinado Vicente de Piedrahíta en su hacienda La Palestina. En Guayaquil se conformó la Sociedad de la Tumba para descubrir el crimen que resultó pasional, causado por los amores de Piedrahíta con la esposa del inglés Eduardo Illingworth, sobrino del prócer, que se alejó del país para no volver jamás [cita requerida]. En lo cultural los trabajos de los sabios Teodoro Wolf y Luis Sodiro en Geografía y Botánica, progresaron enormemente. Las publicaciones de Juan Montalvo, sobre todo "El Regenerador", causaron expectación. En 1879 la Guerra del Pacífico entre Chile, Perú y Bolivia provocó una emigración acogida en parte en Guayaquil, pero mientras esta ciudad simpatizaba con los peruanos, en Quito la opinión era favorable a Chile. El gobierno chileno envió un plenipotenciario, quien consiguió que el general Veintemilla (o Vintimilla) proclamase una estricta neutralidad en el conflicto.
Entre 1880 y el 81 las cosechas fueron abundantísimas, especialmente la del cacao [cita requerida]. A principios del 82 Veintemilla viajó a Guayaquil a preparar la dictadura. Su bella y joven sobrina Marietta de Veintemilla, a quien había criado como hija desde muy niña y que para entonces ya había enviudado de Antonio de Lapierre Cucalón, quedó en el Palacio De Carondelet, acompañando a sus buenas tías. En la madrugada del 26 de marzo el General Cornelio E. Vernaza reunió a los batallones en la Plaza Mayor a fin de proclamar su dictadura. Marietta se dio cuenta, bajó y lo destituyó en presencia de la tropa, que la aclamó con frenesí al grito de "Viva la Generalita”[cita requerida], y "Viva la Mayasquerita"[cita requerida], este último apodo por una montaña de ese nombre ubicada en la provincia del Carchi, de donde era oriunda la mayoría de los soldados. Desde entonces Marietta asumió el mando del ejército en Quito y los miembros del Concejo Cantonal y empleados públicos proclamaron la dictadura de su tío, que obtuvo algún respaldo en los pueblos, pero en junio se insurreccionó Esmeraldas con Eloy Alfaro que llegó de Panamá y comenzaron las guerrillas a sembrar la intranquilidad en el litoral. Ese año 82 hubo una feroz sequía en todo el país lo que agravó la situación y el descontento.
En julio se pronunció Manuel Serrano en Machala y poco después Víctor Proaño en Ambato, generalizándose el desorden en el resto de la República. Ezequiel Landázuri amenazó Quito por el norte pero fue derrotado. La provincia del Tungurahua se volvió a alzar con José María Sarasti y desde Lima llegó Francisco X. Salazar, que se sumó a los alzados en Macará, Zaruma, Loja, Cuenca, Azogues, Riobamba y Ambato. Luis Vargas Torres avanzó sobre Esmeraldas, Eloy Alfaro sobre Manabí, José Plácido Caamaño sobre Machala
Las fuerzas combinadas de Sarasti, Salazar y Pedro Ignacio Lizarzaburu que dominó el Chímborazo, pusieron cerco a Quito y tras dura resistencia armada la tomaron el 14 de enero de 1883. Marietta fue la heroína de dicha jornada, apresada con sus tías y con su amiga Dolores Jaramillo, pasaron momentos muy duros.
Los Restauradores formaron un Pentavírato y enviaron tropas a la costa mientras Alfaro, que comandaba a los Regeneradores, sitiaba Guayaquil. Los combates se generalizaron durante los meses de invierno sin llegar a situaciones mayores, pero el 9 de julio un movimiento envolvente de ambos ejércitos hizo que cayera Guayaquil. Veintemilla, tras depositar sus vales por sueldos que sumaban 120.000 pesos, tomó dicha cantidad de dos Bancos y se alejó a bordo del vapor Huacho.

### Gobierno de Plácido Caamaño (1884-1888)

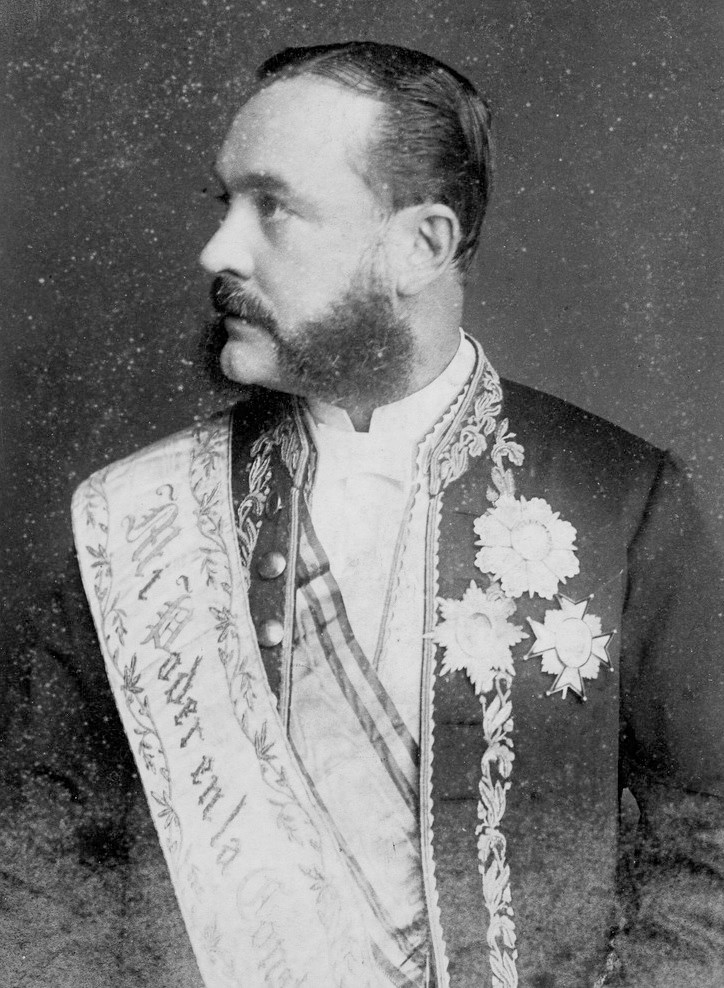
José M. Plácido Caamaño, en la fotografía que serviría para elaborar su retrato presidencial (1888).

La Convención de 1883 estuvo integrada "por los mejores hombres de la República". Participó en un golpe de Estado, Expidió la décima Constitución, que, a juicio del historiador Julio Tobar Donoso, "otorgó las libertades más preciadas: asociación, petición, sufragio, industria, enseñanza y pensamiento, respetando, en cuanto a la última, la religión, la decencia, la moral y la honra y sujetándose en estos casos a la responsabilidad legal". José María Plácido Caamaño fue elegido presidente constitucional por 43 votos; los 13 representantes liberales votaron por Alfaro; Luis Cordero recibió dos votos y hubo uno en blanco.
La ceremonia del juramento tuvo lugar en la Catedral el 10 de febrero de 1884 a las doce del día. En su discurso de posesión Caamaño fue muy pareo, no hizo promesas ni delineó un programa: Mi único fin será buscar "la ventura nacional, sin miras dañadas, con un corazón sano y una conciencia recta... y conservar la paz e ir después sin odios y sin venganza a buscar el dulce reposo del hogar". Cuando Caamaño terminó su periodo presidencial,-anota el historiador José María Le Gohuir, "más de 500 personas pertenecientes a todas las categorías políticas le formaron un cortejo de honor; y se dio a luz un voluminoso álbum de votos de aplauso, colectivos y personales, reunidos de toda la República".
La elección de Caamaño, hombre del centro, por sobre el radical Alfaro y el conservador Camilo Ponce Ortiz, fue resultado de una alianza entre los conservadores centristas y los liberales-católicos, que formaron un tercer grupo político que cinco años después habría de constituirse en el Partido Progresista durante la presidencia de Antonio Flores. Provenían del pensamiento republicano, eran antimilitaristas, defendían la supremacía de la ley, respetaban las garantías constitucionales y eran tolerantes en materia religiosa y de ideas. Propugnaban que el Estado tuviera una función directriz en el desarrollo económico y querían reformar la estructura jurídica para adaptarla a las nuevas realidades de la coyuntura del mercado internacional.
Durante su gestión se instaló el telégrafo nacional, se aumentaron cuatro faros en la costa del Pacífico y se cuidó con mucho ahínco del progreso de la república. Caamaño, como presidente, hizo muchos servicios al país ya en lo relativo a la instrucción, ya en lo concerniente a las obras públicas. En su gabinete descollaron José Modesto Espinosa, Vicente Lucio Salazar y el general José María Sarasti. Pero en las revoluciones que se sofocaron se gastaron dos millones de sucres que hubieran servido para la realización de obras.
El presidente hizo un plan de gobierno muy bueno. sobre todo en la educación y en las obras públicas; se crearon escuelas por todas partes, aún en las Islas Galápagos. En el año de 1888 había unos 50.000 alumnos en las escuelas primarias y 29 colegios secundarios funcionaban normalmente. Se reabrió y estructuró la Escuela Militar Náutica; el restablecimiento de la Universidad de Quito, se fundó el Instituto de Ciencias; se mejoraron la Biblioteca Nacional, el Jardín Botánico, la Escuela de Agronomía y el Observatorio Astronómico, se organizaron los archivos legislativos y municipales. Para dirigir el Protector de Quito, organizado por los HH. CC. en el tiempo de Gabriel García Moreno, trajo a los PP. Salesianos, también la Escuela de Bellas Artes en Ibarra; en Pifo, el Colegio Máximo de los PP. Jesuitas, fue el primer centro de ciencias físicas. Las vías de comunicación fueron atendidas sin descanso, se repararon las carreteras nacionales, se aumentaron los ricos bosques de canelo. Se inauguró el telégrafo entre Quito y Guayaquil.
Caamaño se propuso seguir las huellas del García Moreno administrador. Fundó nuevas escuelas primarias, mejoró las existentes que llegaron a contar con 50 mil alumnos e impulsó la creación de escuelas municipales. Hizo subir el número de colegios secundarios a 29. Restableció con profesores nacionales la Escuela Politécnica bajo el nombre de Instituto de Ciencias, reabrió el Observatorio Astronómico y fomentó el Protectorado Católico con la enseñanza de nuevos oficios. Creó la Escuela Náutica y el Archivo Nacional. Contrató a Teodoro Wolf para el levantamiento de cartas geológicas y geográficas y la preparación de una Geografía y Geología del Ecuador e inauguró el Teatro Nacional Sucre.
Emprendió la reforma de la Policía Urbana, reglamentó la instrucción del Ejército y de la Guardia Cívica y reguló el servicio de faros y correos. Metió en vereda a la burocracia y le exigió puntualidad y trabajo. Como no era hombre de escritorio viajó por las provincias de Carchi, Imbabura, León (Cotopaxi), Tungurahua, Bolívar, Los Ríos, El Oro, Guayas y Manabí para conocer de primera mano las necesidades del Ecuador real. Contrató con Finley y Wiswell la apertura de la trocha para la línea férrea Ibarra-San Lorenzo; y con Marcos Kelly, el ferrocarril Chimbo-Sibambe financiado por un préstamo extranjero de nueve millones de francos, pero la vía solo llegó a prolongarse desde Durán hasta Yaguachi. En esta estación del tren, las montoneras alfaristas atacaron al presidente, que se dirigía a Guayaquil. Era la noche del 6 de febrero de 1886. Los pistoleros mataron al teniente coronel Marco Antonio Jaramillo, edecán del presidente. Este se salvó disparando a los asaltantes, arrojándose al río y nadando hasta la otra orilla. Al día siguiente se impidió un nuevo atentado en Guayaquil.
Tendió 350 kilómetros de línea telegráfica y unió Guayaquil a Quito con un cable subfluvial. Decretó que cada año hubiera una exposición azucarera, empezó a gestionar el cumplimiento de la sustitución del diezmo por un impuesto a la propiedad, promulgó la ley monetaria de los dobles cóndores, los cóndores de oro, el sucre, el medio sucre, los dos décimos, el décimo y el medio décimo de plata y el medio décimo de níquel y puso las bases para la colonización de las Galápagos mediante un contrato con la compañía Suizo-Escandinava de Colonización.
Promovió "por honor y gratitud nacionales" la traslación de los restos de Rocafuerte desde Lima a Guayaquil y puso los cimientos de la Basílica del Voto Nacional. Como en 1886 Perú trató de pagar su deuda externa con terrenos amazónicos de soberanía ecuatoriana, se llegó mediante el convenio Espinosa-Bonifaz a que "los gobiernos del Perú y del Ecuador sometieran dichas cuestiones a su majestad el Rey de España para que las decida, como árbitro de derecho, de una manera definitiva e inapelable".
Este dinamismo del Estado Agroexportador fue frenado por el levantamiento de Eloy Alfaro. Ya desde la campaña de Guayaquil hubo tensión entre Alfaro y el Pentavirato. Alfaro perdió las elecciones de 1884 y salió del Ecuador. El 15 de noviembre de 1884 un grupo liberal proclamó la sublevación armada a orillas del río Chapulo en la hacienda "La Victoria ". Otras proclamas parecidas se lanzaron ese mismo día en Esmeraldas y Manabí. Había empezado la Revolución de los Chapulos. Uno de sus líderes, Luis Vargas Torres, explicaba los motivos de la sublevación: El gobierno de Caamaño "estaba lejos de una administración justa, honrada y progresista. Se habían desvanecido las esperanzas que se tenían sobre el buen porvenir de la República".
El alzamiento respondía a un plan organizado por Alfaro desde Panamá. Allí se había embarcado en el vapor Alajuela para combatir al Gobierno. Tras una primera victoria, Alfaro fue derrotado en el combate naval de Jaramijó. Los Ríos, Manabí y Esmeraldas fueron recuperadas por las tropas del Gobierno. Se fusiló a varios líderes, entre ellos al coronel Nicolás Infante. Pero el movimiento no se extinguió con esta derrota y durante tres años hubo guerra de guerrillas (montoneras) que atacaban de sorpresa las guarniciones militares, los bancos, las embarcaciones fluviales, las estaciones del tren y las propiedades de particulares, incendiaban, pedían rescate y se retiraban a la espesura de la montaña.
Alfaro organizó una segunda expedición desde Lima. Luis Vargas Torres, que participó en ella, fue derrotado en Loja por el coronel cuencano Antonio Vega y llevado a Cuenca, fue fusilado. A los otros prisioneros se les conmutó la pena de muerte porque lo solicitaron. Vargas Torres no lo hizo y aunque huyó, regresó a su prisión para evitar represalias contra sus compañeros. Solo a instancias de algunos liberales católicos cuencanos solicitó a última hora la conmutación de su condena; pero el Consejo de Estado ratificó la pena de muerte. Cuando le visitó el obispo de Cuenca Miguel León, y trató de que se confesara, Vargas le dijo: "Ustedes ven la luz de un lado. Yo la veo del opuesto. Pierde usted su tiempo". Durante la tarde del 19 y la madrugada del 20, día de su ejecución, escribió el opúsculo "Al borde de la tumba" y una carta a su madre. Según Robalino, "llegada la hora, con coraje desafiante, puso sus manos en las bocamangas del chaleco, adelantó el pie izquierdo y esperó la descarga". Eran las nueve menos 20 del 20 de marzo de 1887. Fue para los radicales -con la experiencia actual- el Che Guevara de los chapulos. La mala fama de Caamaño entre los historiadores liberales obedeció a la energía con que reprimió a los montoneros. Solicitó préstamos a los bancos para combatirlos y recurrió al exilio inconstitucional y a la pena de muerte, recurso "legítimo", gracias a una muy debatida y cuestionada reforma a la Constitución de 1884.
Al fin pudo terminar Caamaño sus cuatro años de presidencia, luego de convocar a elecciones en las que se debatían las candidaturas de Camilo Ponce Ortiz, Manuel Ángel Larrea y Antonio Flores Jijón. Llegado el tiempo de la votación, fue elegido el Dr. Antonio Flores Jijón del partido progresista.

### Gobierno de Flores Jijón (1888-1892)

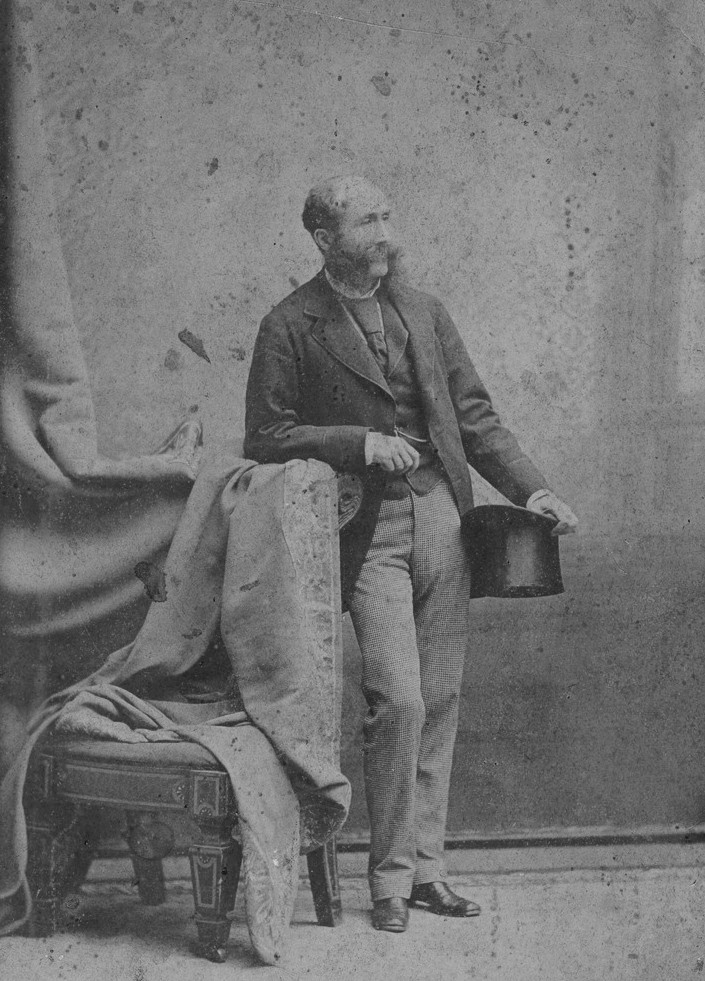
Antonio Flores Jijón en 1883.

En las elecciones presidenciales de 1888, triunfó con el apoyo oficial pero decidió excusarse. El cardenal Mariano Rampolla del Tindaro le rogó que no lo hiciera. Fernando de Lesseps y otras personalidades francesas le ofrecieron un banquete y entonces aceptó, viajando a Quito después de cuatro años de ausencia.
Flores se posesionó el 17 de agosto en la Catedral de Quito. En su mensaje se identificó como miembro del Partido Progresista-Unión Republicana, de ideología liberal conservadora, más conocido como Progresista; pidió a los ecuatorianos que le ayudaran a conservar la paz, a conciliar los ánimos y a gobernar con la razón y con la ley; dio amnistía a los montoneros presos, ofreció tolerancia a la oposición razonada, tocó con tino la debatida cuestión de los diezmos, pidió al Senado un crédito de 10 mil sucres para que el Ecuador tomase parte en la próxima Exposición Universal de París y limitó su programa de Gobierno a cuatro puntos: educación, comunicaciones, recuperación del crédito público e inmigración extranjera El respeto a los derechos humanos y civiles y a la ley, bases del Progresismo, le granjeó el aprecio de los liberales.
Inició su gobierno liberando a 43 presos políticos del panóptico, concedió amnistía a los desterrados y escondidos y restableció las libertades públicas; pero, al mes de posesionado, presentó su renuncia, abrumado por los problemas casi insolubles de la nación. El Congreso la rechazó y Flores insistió en ella, entonces el Congreso resolvió declarar ofensiva a la nación dicha insistencia, de suerte que con esa medida Flores se vio forzado a continuar, dando "el bello espectáculo de un gobierno culto y amigo de las libertades individuales, tolerante y gentil en la acción".
En 1888, fundó el partido Unión Republicana conocido luego como "Progresista", tratando de unir los intereses de la Costa y de la Sierra bajo otra fórmula que no fuera la liberal ni la conservadora. Apoyó la concurrencia del Ecuador a la Exposición Mundial de París, así como a los festejos del Centenario de la revolución francesa, con grave escándalo del elemento de derecha; sin embargo concurrió el comercio guayaquileño y los comerciantes pagaron los gastos. Flores quería obtener la unión y la paz entre los ecuatorianos y a tanto llegaron sus esfuerzos que en 1888 ofreció a Eloy Alfaro hacerlo Plenipotenciario en el país que tuviera a bien escoger, pero no lo consiguió. Y todo este esfuerzo al margen de una vida social intensa, recibiendo de noche a sus amigos, improvisando bailes y pequeñas representaciones teatrales con sus hijas y sobrinas las Hurtado Flores y banquetes al Cuerpo Diplomático.
La amnistía a los montoneros, neutralizó a los radicales. Su tolerancia y modernismo le valió la oposición cerrada de los conservadores más derechistas y del sector fundamentalista de la jerarquía católica, que se expresaban en el Semanario Popular, órgano de la Sociedad Católico-Republicana (conservadores), en El Amigo de las Familias, en cartas pastorales, folletos y hojas sueltas. El diezmo gravaba un décimo a la producción agrícola y era rematado por particulares que lo recolectaban en especie durante las cosechas. Se trataba de un privilegio concedido a principios del siglo XVI por el papa Julio II al Rey de España y que había sido heredado por los gobiernos hispanoamericanos.
El Estado se quedaba con un tercio de él y la Iglesia con el resto. Era un impuesto abusivo porque castigaba la producción total sin tener en cuenta ni el precio del dinero invertido ni las variaciones del clima. Dio pie a sublevaciones indígenas y a la explotación por parte de los diezmeros. El 16 de noviembre de 1889, mediante un acuerdo con monseñor José Macchi, delegado apostólico del Papa, Flores logró la sustitución del diezmo con el impuesto predial del 3 por mil y por un impuesto de 80 centavos por cada 46 kilogramos de cacao exportado. Esta medida favoreció a los exportadores, pues les permitía competir en igualdad de condiciones con los de otros países libres del diezmo. Favoreció también al pequeño propietario campesino. Perjudicó a los hacendados latifundistas dueños de tierras semicultivadas, a quienes el remate de los diezmos confería un poder de control social. Así se explica la lentitud de la negociación con Roma, la alianza, de hecho, entre liberales, progresistas, agro-exportadores y el Vaticano y la feroz oposición de los conservadores y de algunos obispos. El Papa tuvo que intervenir para moderarlos y defender al presidente. El mismo sector se opuso a que Ecuador concurriera a la Exposición Universal de París en 1889 para celebrar el centenario de la Revolución Francesa.
El Congreso negó el presupuesto de los 10 mil sucres solicitados. Flores renunció a la presidencia. El Congreso no le aceptó la renuncia, los exportadores guayaquileños le dieron 20 mil sucres y Ecuador expuso en su pabellón de 100 metros cuadrados cacao, café, algodón, quina, maderas, cereales y una docena de otros productos a más de una colección arqueológica precolombina. De 100 expositores ecuatorianos, 83 alcanzaron premios. La media de premios de otros países fue de 53 por ciento. Los argumentos esgrimidos contra la participación fueron de naturaleza religiosa: "No correspondía a una República consagrada oficialmente al Sagrado Corazón de Jesús tomar parte en la celebración de la gran fecha en que comenzó la apostasía social", argüía Ignacio Ordóñez, arzobispo de Quito, en su vigésima carta pastoral.

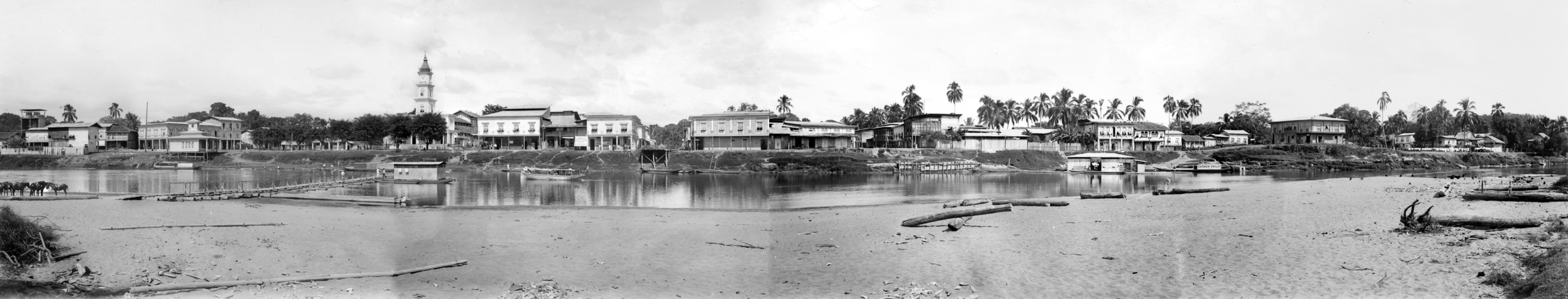
Vinces en 1910, símbolo del auge exportador.

Flores sabía de finanzas y se propuso renegociar la deuda externa y a la vez, conseguir préstamos para continuar con los trabajos del ferrocarril de Guayaquil a Quito. Logró que el Congreso aprobara un acuerdo con el Consejo de Tenedores de Bonos. La deuda de 2'246.560 libras esterlinas se convirtió en la "Nueva Deuda Externa Consolidada del Ecuador" por 750.000 libras al 4.5 por ciento de interés, y se empezó a pagarla con un impuesto adicional del 10 por ciento a los derechos aduaneros. Contrató la terminación del ferrocarril Durán-Yaguachi, la reparación de la vía a Chimbo y la construcción del tramo Chimbo-Riobamba.
Dotó de muelles de hierro a Guayaquil y Durán. Se formó para administrar estos proyectos una compañía europea, la del conde Tadeo d'Oksza, a la que cederían sus derechos y obligaciones la Compañía del Ferrocarril y Obras Públicas de Guayaquil, compuesta de capitalistas guayaquileños. El conde se comprometió a depositar en un banco europeo una garantía de dos millones de francos. Luego de complejas negociaciones, el proyecto se puso en marcha. Pero los conservadores liderados por Camilo Ponce Ortiz desde el Consejo de Estado calificaron el contrato de oneroso por el costo del kilómetro y la presunción de incumplimiento de las cláusulas, pues los contratistas europeos no habían depositado todavía los dos millones de francos en efectivo. El asunto tuvo cariz político. El contrato fracasó. La oposición interna fue feroz en el Congreso de 1890. Se esgrimió en contra de Flores la presencia de sus parientes en las negociaciones de la deuda externa y en otros puestos de la administración pública.

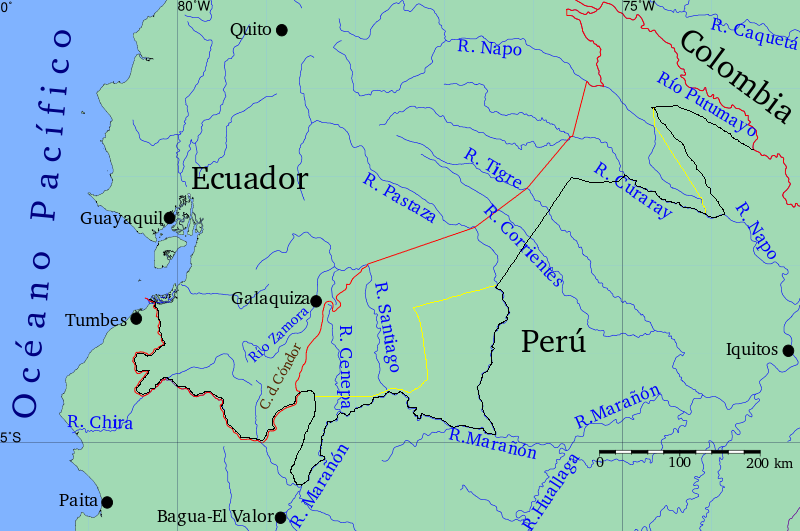
Frontera delimitada por el tratado Herrera-García.

Se le acusó de peculado. Se habló de "La Argolla". Flores se defendió planteando juicios penales a los calumniadores. El presidente modernizó el sistema fiscal en las aduanas, y los monopolios del Estado en los timbres y el impuesto a los bienes raíces; saneó la moneda, redujo de 12,9 a seis por ciento el interés de los préstamos hechos al Gobierno por los bancos particulares, arregló otras deudas del Estado, intentó sin éxito crear lo equivalente a un Banco Central del Ecuador y aumentó el monto del presupuesto destinado a la educación. De acuerdo con el Tratado de Arbitraje Espinosa-Bonifaz y a solicitud del Ecuador se realizaron negociaciones directas con el Perú para el arreglo de "las cuestiones de límites pendientes ".
El resultado de este esfuerzo fue el Tratado Herrera- García de 1890. Ecuador renunciaba a una considerable porción territorial, pero conservaba el acceso directo al Marañón entre el Chinchipe y el Pastaza. "Esta fórmula significaba que Ecuador estaba dispuesto a ceder al Perú Tumbes y Jaén, conservando para sí Quijos y parte del Mainas", dice el ex canciller Luis Valencia. El Congreso del Ecuador aprobó de inmediato el Tratado. El del Perú lo aprobó el 20 de febrero de 1891, pero con modificaciones que privaban al Ecuador del acceso directo al Marañón. Por este motivo el Congreso ecuatoriano de 1894 retiró la aprobación que había dado a ese Tratado. "Se ha cumplido ", dijo el presidente en el mensaje al Congreso de 1892, "el programa de Gobierno: hállase virtualmente restablecido el crédito... ; se han construido varias vías de comunicación, entre otras, la "vía Flores"; se ha preparado el terreno para la inmigración; todo ecuatoriano está en su hogar o puede regresar tranquilamente a él sin excepción alguna... ; no he querido ser jefe de ningún partido sino de la Nación "

### Gobierno de Cordero Crespo (1892-1895)

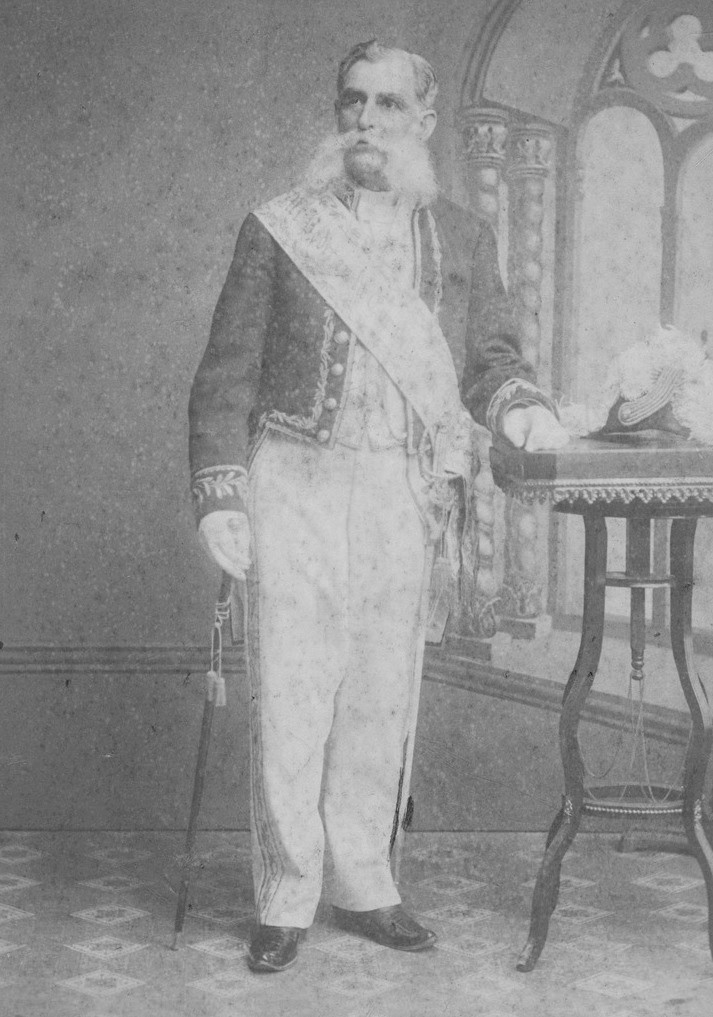
Luis Cordero Crespo en 1892.

En el año de 1892, se acercaba el fin del mandato del Presidente Antonio Flores Jijón y en el mes de enero se prepararon las elecciones. Cordero se presentó como candidato para la Presidencia de la República.
Tuvo un resultado muy exitoso, pues ganó las elecciones presidenciales de 1892 con 36.357 votos, habiendo vencido a su adversario el Conservador Camilo Ponce Ortiz con más de 10 000 votos, ya que este obtuvo tan solo 26.321 votos.
El 1 de julio de 1892, se posesionó de la Presidencia de la República. En este Gobierno, se designó como vicepresidente a Pablo Herrera, que renunció al cargo en enero de 1894, volviéndose así nuevo vicepresidente el señor Vicente L. Salazar. En esos días Cordero se estableció en el Palacio de Carondelet, en el cual vivió con sus hijos e hijas.
Entre las obras de su gestión presidencial, están la creación de escuelas y colegios públicos y las mejoras para la educación, enseñanza, etc. Puso empeño en arreglar los problemas fiscales que había desde las Presidencias anteriores. Asimismo, se encargó personalmente del pueblo de Chone, en Manabí, al que cantonizó el 24 de julio de 1894.
En 1893, para el importante evento de la Exposición Universal de Chicago, Cordero decidió que era necesario mostrar la belleza de su país en obras fotográficas y pidió a los mejores fotógrafos del Ecuador que realicen obras para que estas sean presentadas en ese evento. Esas fotografías se publicaron en el libro El Ecuador en Chicago.
Venta de la bandera
En noviembre de 1895, China y Japón se encontraban en guerra, y Japón necesitaba con urgencia y eficacia conseguir armas de guerra para poder defenderse. Al ser notificado de dicha guerra, el gobierno ecuatoriano se declaró ni neutral ni beligerante, pues no tenía mucho interés en ese tema. Chile se declaró neutral. Sin embargo, el gobierno de ese país quería vender a Japón el crucero de guerra Esmeralda, acción reñida con su neutralidad declarada. Entonces, para consumar su propósito, los chilenos vendieron el buque de guerra al gobernador de Guayaquil, José María Plácido Caamaño, quien luego lo vendió a Japón.
Las negociaciones de la venta del barco se hicieron por medio de Caamaño, que mantenía excelentes relaciones con Chile y con el cónsul del Ecuador en Valparaíso, Luis Noguera, quien hizo a su vez la doble transferencia del buque Esmeralda, figurando como que Ecuador lo compraba a Chile y lo vendía luego a Japón. Este asunto no habría tenido mayor importancia y no habría terminado tan mal si el barco hubiera zarpado de Valparaíso llevando izada la bandera japonesa, que era lo correcto, pues ya había sido comprado por Japón. Pero, por error, zarpó con la bandera ecuatoriana y de esa forma cruzó el océano Pacífico con destino a la ciudad de Yokohama, Japón. Al haberse enterado de esto, Juan Murillo, quien había sido desterrado a Chile en ese entonces, hizo en enero de 1895 una denuncia enviando una copia del contrato de venta del buque.
Estalló entonces el escándalo y la denuncia fue presentada a la opinión pública por los enemigos de Cordero, sin decir que fue Chile el que ocultó la intención de utilizar emblema ecuatoriano durante el viaje del buque. Los enemigos de Cordero manipularon toda la información e hicieron creer que él hizo todo esto por dinero, cuando desconocía en realidad este asunto; dijeron también que Cordero había traicionado la soberanía de la patria, que había hecho contrabando, que era un ladrón, etc. No sirvió de nada que Caamaño haya confesado su abuso de confianza y se haya declarado como único culpable de no haber conocido las intenciones chilenas con respecto al uso de nuestra bandera, pues la oposición no podía desaprovechar esta oportunidad para desacreditar al Gobierno. Este hecho, cuyos únicos responsables fueron José María Plácido Caamaño y el cónsul del Ecuador en Valparaíso, Luis Noguera, puso fin en al Gobierno de Cordero y al período del Progresismo instaurado en 1884.
Llegó el 10 de abril de 1895, Miércoles Santo, cuando terroristas, los sublevados y los anti Cordero gritaron: ¡“Viva la revolución, abajo el Gobierno!” y decidieron que era el día perfecto para sacrificar a su enemigo, comenzando así una violenta lucha en las calles de Quito, que quedaron llenas de sangre. El presidente, junto a sus hijos Luis y Miguel, los soldados y el pueblo, luchó con el fusil en mano durante seis horas, desde las ocho de la noche hasta las dos de la mañana, hasta que dominó a los sublevados que habían prometido matar al presidente.
Cordero, para no poner su vida en más peligro y buscando la paz, renunció la Presidencia el 16 de abril de 1895.

### Gobierno de Salazar (1895)

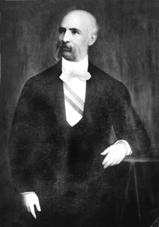
Vicente Lucio Salazar en 1895.

Vicente Lucio Salazar fue nombrado presidente en 1895, a quien se le encargó el poder cuando Luis Cordero renunció al cargo, después de la famosa venta de la bandera. Su función fue de un gobierno transitorio por lo que no duraría mucho tiempo en el cargo. Formalmente sería el último presidente antes de que estalle la revolución liberal. De esta forma, sería el 5 de junio de 1895 la fecha en la que Salazar es derrocado por de Eloy Alfaro y los demás miembros del partido liberal radical, y consecuencia de esto se asila en la casa del embajador de Venezuela. Temporalmente fue sustituido por Aparicio Ribadeneira Ponce quien ejercía como miembro de su gabinete, el mismo que posteriormente, ante la arremetida de los revolucionarios liberales, en la mañana del 23 de agosto de 1995, se lograría escapar de la capital junto a los soldados que se mantuvieron leales al gobierno para buscar refugio como asilados políticos en la vecina República de Colombia.
El 4 de septiembre de 1895 Eloy Alfaro, con su ejército, ingresó a Quito iniciando su gobierno de facto, de esta forma y a través de la revolución liberal se dio fin a la época progresista que aunque se definía como un grupo de presidentes que no eran ni del partido conservador ni liberal, sino un justo medio, a ojos de los liberales estaban haciendo una continuación de la época garciana sin grandes cambios sustanciales.